# Nador
Nador (em berbere: ⴻⵏⵏⴰⴹⵓⵔ; romaniz.: Ennaḍor; em árabe: الناظور) é uma cidade portuária do nordeste de Marrocos, capital da província homónima, que faz parte da região Oriental. Tem 44 km² de área e em 2014 tinha 161 726 habitantes.
A cidade encontra-se na costa do mar Mediterrâneo, a sul do cabo das Três Forcas e a 15 km da cidade autónoma espanhola de Melilha, junto à lagoa de Nador (em castelhano: Mar Chica, "mar pequeno"), também designada localmente Sebkha Bou Areg, Bḥar Ameẓẓyan ou Sebkha Rbhar Amzian, na orla da cordilheira do Rife. Integra a chamada área metropolitana do Nordeste, constituído por Nador e pelos seus arredores, que conta com mais de um milhão de habitantes.[carece de fontes?]

## Apresentação
A zona urbana de Nador está rodeada pelos territórios da tribo rifenha de Kebdana (Ichabdanane), da confederação berbere zenetas, a leste (a região próxima da fronteira da Argélia), e dos Ayt Said a oeste (em direção a Al Hoceima). A economia local é baseada principalmente na pesca e ao comércio de todo o tipo, a que os rifenhos chamam "trabando" (combustíveis, alimentos, etc.) com o enclave espanhol de Melilha e com a Argélia. O trânsito de marroquinos emigrados no estrangeiro pelo porto de Beni Ansar também anima a economia local. A língua mais usada pela maioria dos habitantes é o amazigue tarifite, também chamado rifiya ou zenatiya, seguindo-se o castelhano, apesar do francês ser mais falado na generalidade do  Rife oriental.[carece de fontes?]
A etnia da maioria dos habitantes de Nador é rifenha de Ikerayane (de que a cidade é capital), mas também os há das etnias Ayt Said, Ayt Oulichk, Izenayane (ou Gzennaya), Ichabdanane (Kebdana), Ayt-Snassen, Ayt Boyh (Ayt boyahyé), Ayt Stoute, Temsamane e Ayt Tuzin (Aït Touzine), estes últimos com fama de ser uma das tribos mais guerreiras do Rife.[carece de fontes?]

## História
Nador fez parte das civilizações da Antiguidade dos berberes (tamaziguetes), fenícios, cartagineses e romanos. Há duas hipóteses quanto à origem do nome da cidade: um diminutivo de Aït Nador, um dos douars (aldeias) situados próximos da lagoa; ou derivado do termo árabe "nadar", que significa "a vista" (Nador seria um ponto de observação estratégico). Nador pode ainda significar "farol".[carece de fontes?]
Em 858 a cidade foi pilhada pelo viquingue Hasting. No século XVIII Nador foi o local escolhido pelo sultão Maomé III para concentrar as tropas que cercaram Melilha. Maomé ibne Abderramane residiu durante muito tempo no casbá da cidade vizinha de Selouane, na qualidade de representante do sultão seu pai. Os sultões Mulei Ismail (r. 1672–1727), Mulei Solimão (r. 1792–1822) e Haçane I (r. 1873–1894) dotaram a região de várias fortificações.[carece de fontes?]
Os nadoris participaram ativamente na Guerra do Rife da década de 1920, sob a liderança de Abd el-Krim el-Khattabi, nomeadamente na Batalha de Annual, travada no verão de 1921 contra as tropas espanholas.

## Demografia
O crescimento populacional foi o seguinte:
| 2004    | 2010    | 2014    |
| ------- | ------- | ------- |
| 124 915 | 152 341 | 161 726 |

## Economia e infraestruturas
Nador é o centro de uma rica região agrícola, que nos últimos anos tem conhecido um desenvolvimento notável. A nível de infraestruturas, a cidade é servida pelo Aeroporto Internacional de Nador Al-Aroui (IATA: NDR, ICAO: GMMW), situado em Al Aroui, o sétimo mais importante de Marrocos, pelo porto porto de passageiros, comercial e industrial de Beni Ansar, situado 12 km a norte de Nador e pela importante estrada costeira do norte de Marrocos.[carece de fontes?]
Nador é a segunda cidade de Marrocos com mais depósitos de capitais. Na região estão localizadas diversas zonas industriais, das quais se destaca o polo industrial Beni Ansar e Nador e uma fábrica de cimento do grupo suíço Holcim. A região é o principal polo metalúrgico e um dos principais centros mineiros, nomeadamente a cidade vizinha de Selouane, onde se encontra o maior complexo siderúrgico de Marrocos.